# Tongzhi
Tongzhi (Aisin-Gioro Zaichun) (Peking, 27 april 1856 - Peking, 1875) was van 1861 tot 1875 keizer van China. Hij was de oudste en enige overlevende zoon van keizer Xianfeng en een van zijn concubines, bekend als keizerin-weduwe Cixi.
Zijn vader overleed op 30-jarige leeftijd. Als enige overlevende zoon besteeg hij de troon al op 6-jarige leeftijd en stond onder regentschap van zijn moeder en de keizerin-weduwe Cian. Zijn vader had echter anderen aangesteld om hem te helpen bij het regeren, ministers en prinsen waaronder Sushun en Duan Hua. In plaats van de minderjarige keizer te helpen, waren zij echter erop uit om hem van de troon te stoten. Zijn moeder en zijn oom Prins Gong hielpen de jonge keizer om van deze mensen af te komen. Nog in hetzelfde jaar werden Sushun en de andere tegenstanders uitgeschakeld.
De regeringsperiode tijdens keizer Tongzhi was stabiel. De schatkist raakte weer vol en rebellie werd gestopt. Ook kon er gebouwd worden aan een nieuw zomerpaleis (het oude was vernietigd tijdens de tweede opiumoorlog door de westerse mogendheden). In 1872 werd Tongzhi meerderjarig en werd het tijd voor hem om te trouwen. Een pittig meisje van de stam Alute werd zijn keizerin. Dit meisje was de kleindochter van Duan Hua, die Tongzhi van zijn troon had willen stoten. Het huwelijk met haar werd geregeld om de relatie tussen de twee families te verbeteren.
Er wordt gezegd dat de keuze voor een keizerin voor ruzie zorgde in zijn harem: Tongzhi's biologische moeder Cixi wilde dat een meisje van de Mantsjoestam Fucha zijn keizerin zou worden. Cian wilde het meisje van de stam Alute als zijn keizerin. Tongzhi koos voor het meisje van die stam. Hierdoor zou de moeder-zoonrelatie tussen Tongzhi en Cixi verslechterd zijn.
Tongzhi stierf op 19-jarige leeftijd aan de pokken. Er zijn echter ook wetenschappers die beweren dat Cixi hem vermoord zou hebben om zelf meer macht te krijgen. Tongzhi was immers net meerderjarig geworden. Ook wordt er gezegd dat Tongzhi aan een seksueel overdraagbare ziekte zou zijn overleden. Aangezien dit in China destijds taboe was zou dit weleens verzwegen kunnen zijn. Het is echter, gezien zijn leeftijd onwaarschijnlijk. Hij werd opgevolgd door zijn neefje Guangxu.

## Familie
- Keizerin Xiao Zhe Yi (1854 - 1875) trouwde Tongzhi in 1872 en was zijn keizerin. Zij kwam van de Mongoolse stam Alute. Haar grootvader was een prins die probeerde de keizer van zijn troon te stoten. Na de dood van haar man scheen zij zwanger te zijn. Ook kreeg zij de vereerde titel keizerin Jiashun. Maar zij overleed nog geen drie maanden later. Geruchten over moord op haar door haar schoonmoeder keizerin-weduwe Cixi zijn nooit bewezen.
- Keizerlijke gemalin Shu Shen (1859 - 1904) kwam van de Mantsjoestam Fucha.
- Keizerlijke gemalin Zhuang He (1857 - 1921) kwam van de Mongoolse stam Alute. Zij was de tevens de tante van keizerin Xiao Zhe Yi.
- Keizerlijke gemalin Jing Yi (1856 - 1932) kwam van de Mantsjoestam Heseri.
- Keizerlijke gemalin Rong Hui (1856 - 1933) kwam van de stam Silam Gioro. Zij was de laatste keizerlijke bijvrouw die in een mausoleum werd begraven.